# West Bend (Wisconsin)
West Bend is een plaats (city) in de Amerikaanse staat Wisconsin, en valt bestuurlijk gezien onder Washington County, waarvan het de hoofdplaats is.

## Demografie
Bij de volkstelling in 2000 werd het aantal inwoners vastgesteld op 28.152. In 2006 is het aantal inwoners door het United States Census Bureau geschat op 29.853, een stijging van 1701 (6,0%).

## Geboren
- Jordan Stolz (21 mei 2004), schaatser

## Geografie
Volgens het United States Census Bureau beslaat de plaats een oppervlakte van 33,5 km², waarvan 32,9 km² land en 0,6 km² water. West Bend ligt op ongeveer 279 m boven zeeniveau.

## Plaatsen in de nabije omgeving
De onderstaande figuur toont nabijgelegen plaatsen in een straal van 20 km rond West Bend.